# Trans-4,5-Epoxy-(E)-2-decenal
trans-4,5-Epoxy-(E)-2-decenal ist ein oxidierter α,β-ungesättigter Aldehyd, der im Blut von Säugetieren gefunden wird und diesem den charakteristischen metallischen Geruch verleiht. Von Raubtieren wird der Geruch der Substanz zum Auffinden von Blut oder Beute verwendet. Menschen können die Substanz bis zu einer Konzentration von 1,5 pg/L in der Luft riechen, bis zu 15 ng/L in Wasser und 1,3μg/L in Öl. Als Aromastoff war es in der EU durch die Verordnung (EG) Nr. 1334/2008 bis zum Verbot am 11. Juli 2017 zugelassen.
Es kann durch Backen von linolensäurehaltigen Fetten erzeugt werden. Dabei sind 13-Hydroperoxy-9,11-octadecadienonsäure und 9-Hydroperoxy-10,12-octadecadienonsäure Zwischenstufen. In gekochtem Rindfleisch bildet sich der Aldehyd bei zu langer Aufbewahrung im Kühlschrank und verbreitet einen ranzigen Geruch beim Wiederaufwärmen. Auch in rohem und gekochtem Hammelfleisch spielt er eine Rolle.